# هانری فرنه
هانری فرنه (فرانسوی: Henri Frenay‎؛ زاده ۱۸ نوامبر ۱۹۰۵ – درگذشته ۶ اوت ۱۹۸۸) سیاستمدار، افسر نظامی و از اعضای اولیه مقاومت فرانسه بود.

## زندگی‌نامه
هانری فرنه ساندوال، که با نام هانری فرنه شناخته می‌شد، در ۱۱ نوامبر ۱۹۰۵ در لیون فرانسه، در یک خانواده کاتولیک با سنت نظامی متولد شد. او زبان ژرمنی را در دانشگاه استراسبورگ آموخت سپس به عنوان یک سرباز مانند پدرش به مدرسه نظامی سن-سیر مشهورترین مدرسه نظامی فرانسه رفت؛ و پس از آن در مدرسه عالی جنگ تحصیل کرد. او در سال ۱۹۳۴ به درجه سروانی رسید. در آغاز جنگ جهانی دوم، او به ارتش فرانسه پیوست. نیروهای ارتش آلمان نازی او را در ووژ دستگیر کردند ولی توانست از اردوگاه آلمانی‌ها در آلزاس فرار کند و در تاریخ ۲۷ ژوئن ۱۹۴۰ وارد مارسی شد.

## مقاومت فرانسه
در ابتدا فرنه از رژیم ویشی حمایت کرد اما به زودی بخاطر گرایش تمایل مارشال پتن به نازی‌ها از آنها جدا شد و در سال ۱۹۴۰ گروه مقاومت فرانسه را شکل داد. او به عنوان سردبیر مطبوعات زیرزمینی مانند حقیقت Vérités فعالیت می‌کرد. در نوامبر سال ۱۹۴۱ در شکل‌دادن به گروه‌های مقاومت دست داشت. در سال ۱۹۴۳ گروه او در تشکیل شورای ملی مقاومت فرانسه ژان مولن شرکت کرد ولی بخاطر مخالفت با پذیرش بعضی احزاب در شورای ملی مقاومت نپذیرفت که در این شورا منصبی داشته باشد.
وقتی گشتاپو ژان مولن را دستگیر کرد، فرنه به الجزایر فرار کرد. در نوامبر ۱۹۴۳، با شارل دو گل ملاقات کرد. شارل دو گل او را به عنوان وزیر زندانیان، پناهندگان و رانده شدگان منصوب کرد.

## پس از جنگ
پس از جنگ، در اولین دولت موقت دو گل خدمت کرد و پس از آن از زندگی سیاسی کناره‌گیری کرد و بازنشسته شد. در سال ۱۹۷۶ او زندگی‌نامه خود را با نام «شب پایان می‌یابد» و کتابی دیگر تحت عنوان «خاطرات یک انقلابی» منتشر کرد.

## درگذشت
هنری فرنه در ۸ اوت ۱۹۸۸ در جزیره کرس درگذشت.

## جوایز
هانری فرنه برندهٔ جوایزی همچون لژیون دونور (صلیب بزرگ) شده‌است.